# Karl Lachmann
Pour les articles homonymes, voir Lachmann.
Karl Konrad Friedrich Wilhelm Lachmann, né le 4 mars 1793 à Brunswick et mort le 13 mars 1851 à Berlin, est un philologue prussien spécialisé dans la littérature latine et les vieux dialectes allemands. Il révolutionna la méthode d'édition des textes classiques par un classement scientifique des manuscrits disponibles.

## Biographie
Karl Lachmann, fils d'un prédicateur nommé Carl Ludolf Friedrich Lachmann, fréquenta d'abord  l'institution du Catharineum de Brunswick. Il se consacra aux lettres classiques à partir de 1809 à l’université de Leipzig, puis à la littérature allemande à l’université de Göttingen sous la direction de Georg Friedrich Benecke (de). Il soutint sa thèse d'habilitation à Göttingen en 1815, mais préféra mener ses recherches en franc-tireur plutôt que de se borner à une carrière universitaire.
D'abord remplaçant dans un lycée de Berlin au début de 1816, et Privat-docent de l'université de cette même ville, il partit l'été suivant pour Kœnigsberg où on lui offrait une place de professeur principal au lycée Frédéric. En 1818, l’université Albertina de Kœnigsberg lui proposa un poste de professeur associé. Puis, en 1825, il fut nommé professeur suppléant de latin et de philologie germanique à l'université de Berlin, et professeur titulaire en 1827. Il fut nommé à l'Académie des sciences de Prusse en 1830.
Lachmann entretint des liens étroits avec Jacob et Wilhelm Grimm. Il a eu pour élève Adolf Kirchhoff.

## Contributions
Lachmann est le père de l'édition historico-critique des textes (voyez critique textuelle et ecdotique). Il substitua aux préférences subjectives des leçons des critères fermes dans l'établissement, non seulement des classiques grecs et latins (ce qui fut le plus souvent le cas)  mais aussi de la vieille littérature allemande : ainsi les éditions des poètes du moyen haut-allemand Hartmann von Aue, Wolfram von Eschenbach et Walther von der Vogelweide sont des grands classiques de l'édition allemande. Ces éditions reposent sur une recension stemmatique des manuscrits existants.

### Les classiques grecs et latins
Dans le domaine des classiques de l'Antiquité, il y a lieu de distinguer ses Considérations sur l'Iliade d'Homère (1837), où cette œuvre est analysée comme un collage de plusieurs poèmes juxtaposés, et son édition hétérodoxe de Lucrèce (1850).  Il restitua également les œuvres suivantes :
- Properce (1816), Tibulle (1829), Catulle (1829)
- Le Nouveau Testament (1831), la Genèse (1834)
- Térence (1836), Gaius (1841), Babrius (1845), Avianus (1845)
- les agrimenseurs romains (avec Blume, Theodor Mommsen et Rudorff, 1848–52)
- Lucilius (posthume, publiés sur les inédits de Lachmann, 1876)
- enfin des notes diverses, entre autres : «Observationes criticæ» (1815), «De choricis systematis tragicorum græcorum» (1819), «De mensura tragœdiarum» (1822)

Il édita aussi les Notices philologiques de son ami Klenze (1839).
La Loi de Lachmann reste considérée jusqu'à aujourd'hui comme un mécanisme essentiel de la linguistique latine.  

### Le Nouveau Testament
En dehors de ses travaux sur les classiques latins et allemands, Lachmann a aussi étudié avec le plus grand soin le texte du Nouveau Testament. Jusqu'à Lachmann, les biblistes partaient du textus receptus d’Érasme et cherchaient à l’amender en se fondant, à défaut de témoignages anciens, sur des arguments subjectifs comme l'unité de style et de lexique, ou l'historicité. Lachmann, lui, remonta aux manuscrits anciens les plus utilisés par les humanistes, ainsi qu'aux traductions et citations des Pères. Il se borna à appliquer un petit nombre de règles simples : suivant saint Jérôme et Richard Bentley (dont le Nouveau Testament était resté inédit par suite des attaques de théologiens anglais), son premier axiome était que, entre les leçons existantes, il fallait toujours donner la préférence à celle qui se trouvait dans les documents les plus anciens arrivés jusqu’à nous. Soutenu dans ses travaux par Philippe Buttmann, Lachmann édita le Nouveau Testament avec indication de ses sources et le texte de la Vulgate, sous le titre : Novum Testamentum græce et latine (t. I, 1842 ; t. II, 1850). 
La grande édition de Lachmann a été rapidement éclipsée par les éditions de Tischendorf et de Tregelles, car son appareil critique était médiocre, et le nombre des manuscrits qu’il produit est trop restreint : le Vaticanus, l’Ephræmi rescriptus, le Claromontanus, l’Amiatinus et d’autres, bien que très importants, ne lui étaient accessibles que par des collations imparfaites, souvent fautives ou douteuses ; mais il eut le mérite d’inaugurer une époque nouvelle dans l’histoire des études néo-testamentaires.
Lachmann s'est aussi passionné pour le problème synoptique. L'évangile selon Matthieu, celui de Marc et celui de Luc ont une structure commune, des passages et des expressions semblables mais aussi des divergences importantes. Alors que Johann Jakob Griesbach supposait qu'un évangile était premier, en l'occurrence celui de Matthieu, et que venait ensuite celui de Luc puis celui de Marc, reprenant et résumant les deux autres, Lachmann inverse la proposition et voit dans l'évangile de Marc le premier texte qui aurait servi de référence à Luc et Matthieu (hypothèse de l'antériorité de Marc).

### La littérature allemande

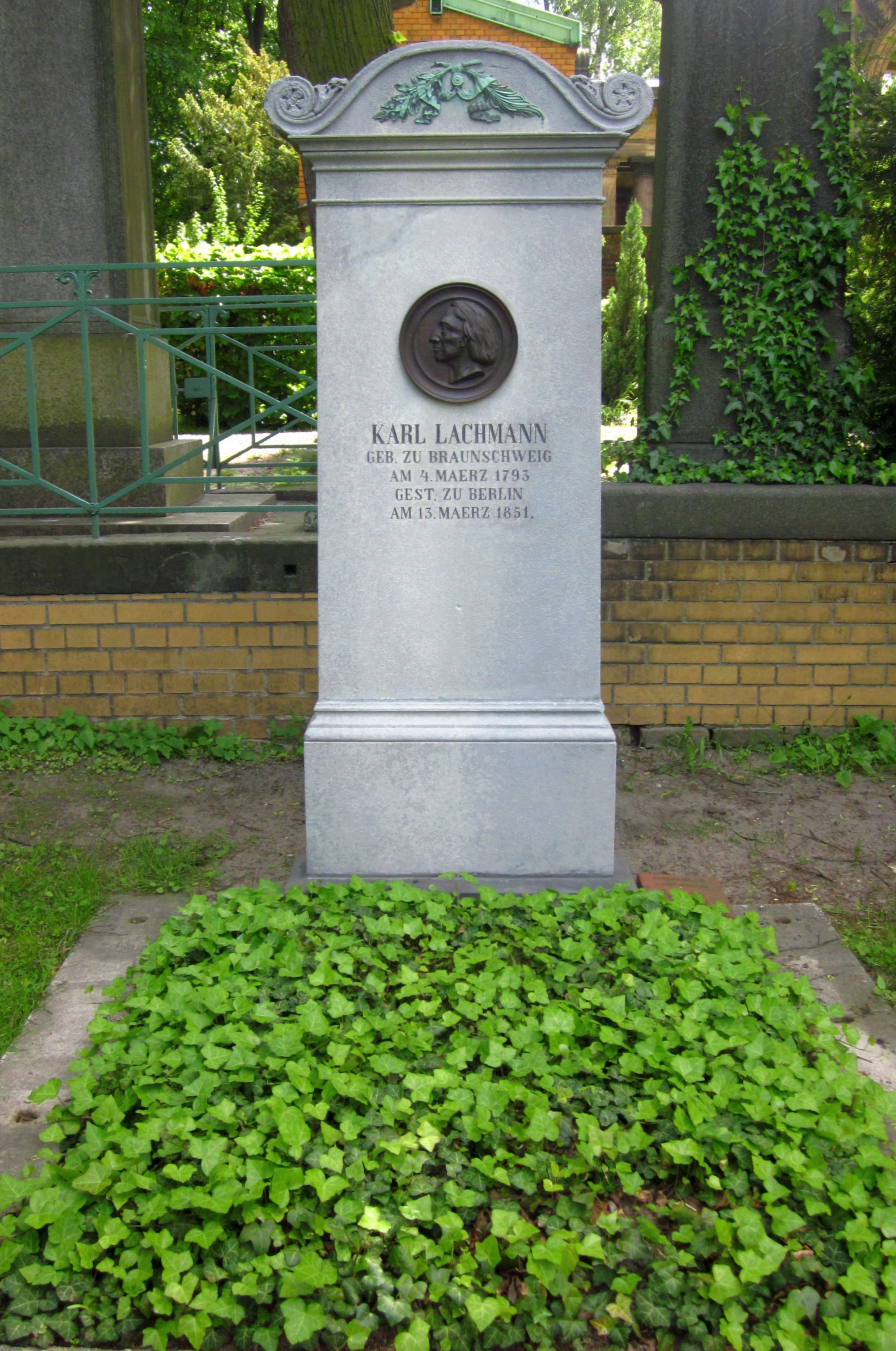
Sépulture de Lachmann au cimetière de la Trinité (division II) de Berlin.

Au premier rang de ses travaux de germanistique, il faut citer son essai sur le Chant des Nibelungen, très discuté lors de sa parution, et considéré aujourd'hui comme daté ; une notice «Sur la forme primitive du poème La misère du Nibelung» (1816) ainsi que «La complainte du Nibelung» (1826; remarque et recommandations, 1837). Il y a lieu d'évoquer aussi un volume publié en édition de luxe pour le jubilé de l'invention de l'imprimerie, «Vingt chansons anciennes des Nibelungen» (1840), qui contient les seuls poèmes considérés comme authentiques par Lachmann. Il publia par ailleurs une «Anthologie des poètes haut-allemands du XIIIe siècle»  (1820), des «Specimina linguæ francicæ» (1825), les œuvres de Walther von der Vogelweide (1827), le « Yvain » d’Hartmann (en coll. avec Benecke, 1827), et le « Grégoire » d'Hartmann von Aue (1838), Wolfram von Eschenbach (1833), Ulrich von Lichtenstein (en coll. avec Theodor von Karajan, 1841) ainsi que les notices suivantes : «Fragments de poèmes allemands des XIIe et XIIIe siècles» (1829), «Sur l'accentuation et la versification du vieux haut-allemand» (1831), par lesquels il se fit connaître comme le maître de la métrique allemande ; «Sur le Hildebrandslied» (1833), «Chants et légendes» (1833), «Le prologue de Perceval» (1835), etc.
Il traduisit aussi les Sonnets (1820) et Macbeth (1829) de Shakespeare en allemand. Il donna une édition critique des œuvres de Lessing (1838–40, en 13 volumes). À partir de ses papiers, M. Haupt publia une anthologie des premiers Minnesänger, découverts par Lachmann («Le printemps des Minnesanger» 1857).

## Legs de Lachmann
Ce qui subsiste du fonds Lachmann depuis les bombardements de la Seconde Guerre mondiale est entreposé à la  Staatsbibliothek de Berlin (SBB-PK). Lachmann possédait en effet une collection respectable de manuscrits du Moyen Âge, parmi lesquels des fragments du Willehalm d'Ulrich von dem Türlin et des chants des Nibelungen, qui ont survécu.